# Варакута Валерій Миколайович
Вале́рій Микола́йович Варакута (27 травня 1943 — 19 січня 2021) — радянський і український диригент та педагог.

## Життєпис
Народився 1943 року в смт Васильківка (Дніпропетровська область). 1961 року закінчив Дніпропетровське музичне училище по класу баяна, клас В. І. Гтовянського, 1969-го — Київську консерваторію, клас Миколи Різоля.
Від 1970 року — завідувач музичної частини Київського російського драматичного театру ім. Лесі Українки.
1981 року закінчив навчання з оперно-симфонічного диригування, клас Володимира Кожухаря та Вадима Гнєдаша. В 1981—1989 роках — диригент заслуженого симфонічного оркестру, протягом 1989—1995 років — головний диригент оркестру народних інструментів Держтелерадіо України.
На кафедрі диригування працює з 1994 року, 2000 — доцент, від 2011-го — в.о. доцента.
Виступав у концертах з українськими та закордонними оркестрами. Концертував в Австрії, Німеччині, Польщі, Росії, Словаччині та Чехії.
Здійснено численні фондові записи як інструментальних, так і вокальних творів під його диригуванням.